# Empresa Brasileira de Tetrâmero
A Empresa Brasileira de Tetrâmero Ltda., localizada no bairro de Capuava, em Santo André, produzia tetrâmero de propileno e cumeno e fazia parte do projeto petroquímico da Unipar Carbocloro.

## Responsáveis
A empresa esteve sob a responsabilidade de David John Harry Nicoll como diretor-gerente, Walter Mekitarian como gerente administrativo e financeiro, José Marinho Machado como gerente de projeto, e Sebastião Tolentino di Lascio como gerente industrial.

## Empresa
Fundada em 1969, inaugurou sua unidade industrial em 1973, com uma capacidade de produção de 120 mil toneladas por ano de tetrâmero, matéria-prima para detergentes. Antes dessa inauguração, a empresa já estava produzindo e entregando cumeno, escasso na época nos mercados interno e externo Capuava amplia pólo paulista com nova unidade petroquímica.
Em 1974, começou a exportar tetrâmero de propileno e cumeno. Em 1979, a empresa mudou seu nome para Unipar Química Ltda.
Em 1983, após a crise decorrente da proibição do uso de dodecilbenzeno na fabricação de detergentes sintéticos não biodegradáveis (7), a Unipar Química Ltda. concentrou sua produção em cumeno, matéria-prima para a fabricação de fenol e acetona (8).
Em 1990, devido à recessão do mercado norte-americano devido ao alto preço do petróleo e à grande oferta de produtos petroquímicos no mercado nacional (9), na assembleia da empresa controladora Unipar foi tomada a decisão de incorporar a Unipar Química Ltda., que, como subsidiária, passou a se chamar Divisão Química Unipar.